# Suède aux Jeux olympiques d'été de 1996
La Suède participe aux Jeux olympiques d'été de 1996 à Atlanta aux États-Unis. 177 athlètes suédois, 111 hommes et 66 femmes, ont participé à 109 compétitions dans 22 sports. Ils y ont obtenu huit médailles : deux d'or, quatre d'argent et deux de bronze.

## Médailles
| Médaille | Discipline  | Épreuve                           | Athlète                                                            | Performance | Date |
| -------- | ----------- | --------------------------------- | ------------------------------------------------------------------ | ----------- | ---- |
| Or       | Athlétisme  | 100 mètres haies femmes           | Ludmila Engquist                                                   |             |      |
| Or       | Canoë-kayak | K-2 500 m femmes                  | Susanne Gunnarsson, Agneta Andersson                               |             |      |
| Argent   | Handball    | Hommes                            |                                                                    |             |      |
| Argent   | Natation    | 4 × 200 m nage libre              | Lars Frölander, Anders Holmertz, Anders Lyrbring, Christer Wallin  |             |      |
| Argent   | Tir à l'arc | Hommes                            | Magnus Petersson                                                   |             |      |
| Argent   | Voile       | Star                              | Bobby Lohse, Hans Wallén                                           |             |      |
| Bronze   | Canoë-kayak | K-4 500 m femmes                  | Agneta Andersson, Ingela Ericsson, Anna Olsson, Susanne Rosenqvist |             |      |
| Bronze   | Lutte       | Lutte gréco-romaine 100 kg hommes | Mikael Ljungberg                                                   |             |      |